# Within You Without You
«Within You Without You» es una canción escrita y compuesta por George Harrison y acreditada por la banda de rock The Beatles, lanzado al mercado el 26 de mayo de 1967 para el álbum Sgt. Pepper's Lonely Hearts Club Band.
"Within You Without You" se caracterizó por mostrar la fuerte influencia que la música hindú tuvo en The Beatles en el período en el que la canción se produjo, particularmente en Harrison.
Otras canciones de The Beatles en las que se puede percibir notable influencia hindú son "Love You To", "The Inner Light" y "Norwegian Wood (This Bird Has Flown)"

## Créditos
- George Harrison – voz, tanpura y sitar.
- Músicos de sesión – swarmandal, esraj, tabla.
- Erich Gruenberg, Alan Loveday, Julien Gaillard, Paul Scherman, Ralph Elman, David Wolfsthal, Jack Rothstein Jack Greene – violínes.
- Reginald Kilbey, Allen Ford, Peter Beavan – violonchelo.